# 凤凰知音
凤凰知音（Phoenix Miles，2013年前称国航知音）是中国国际航空的飞行常客奖励计划，是中国大陆最早创立的的飞行常客奖励计划。乘客拥有知音卡片后，可通过搭乘国航及下属公司以及星空联盟成员等伙伴航空公司航班累积里程，来换取免费机票及升舱等多项待遇。凤凰知音亦与酒店、汽车租赁公司、银行等商家合作，提供里程积累、兑换及各类增值服务。
乘客若累积里程或航段达到一定数目时，可升级为贵宾会员（分为5种：银卡、金卡、白金卡、终身白金卡、年度卓越终身白金卡，同时享有星空联盟会员等级），贵宾会员享有额外积分奖励，享用贵宾休息室等多项权益。

## 航空夥伴機構

### 国航系航空公司
- 中国国际航空（母公司）
- 澳门航空[2]
- 山东航空
- 深圳航空
- 昆明航空[3]

### 星空联盟航空公司
星空联盟成员航空公司

### 星盟优联及其他航空公司
- 立荣航空
- 国泰航空（寰宇一家）
- 吉祥航空

## 詳細會籍資料
| 級別         | 級別                          | 银卡 | 金卡 | 白金卡 | 终身白金卡 | 年度卓越终身白金卡 |
| 升级要求     | 升级要求                      | 以下条件达成其中之一： 4万公里定级里程 25段定级航段 | 以下条件达成其中之一： 8万公里定级里程 40段定级航段 | 以下条件达成其中之一： 16万公里定级里程 90段定级航段 | 以下条件达成其中之一： 国航系其中任意一公司100万公里 国航系所有公司总计200万公里                                                                                                  | 同时满足以下两个条件： 在评估日期前已是终身白金卡 年度30万公里终白里程 |
| 升级评定周期 | 升级评定周期                  | 自当前月（含）起以往的连续12个整月。 | 自当前月（含）起以往的连续12个整月。 | 自当前月（含）起以往的连续12个整月。 | 自入会起 | 上一年度的1月1日至12月31日 |
| 升级有效期   | 升级有效期                    | 级别有效期自升级为贵宾当月起，至之后第24个月月底有效。 | 级别有效期自升级为贵宾当月起，至之后第24个月月底有效。 | 级别有效期自升级为贵宾当月起，至之后第24个月月底有效。 | 终身白金卡升级后为长期有效，无保级，不降级 | 终身白金卡升级后为长期有效，无保级，不降级 |
| 保级要求     | 保级要求                      | 以下条件达成其中之一： 3.5万公里定级里程 23段定级航段 | 以下条件达成其中之一： 7万公里定级里程 36段定级航段 | 以下条件达成其中之一： 14.5万公里定级里程 80段定级航段 | 终身白金卡升级后为长期有效，无保级，不降级 | 终身白金卡升级后为长期有效，无保级，不降级 |
| 保级评定周期 | 保级评定周期                  | 自当前贵宾有效期截止月的前1个月起的前连续12个整月。 | 自当前贵宾有效期截止月的前1个月起的前连续12个整月。 | 自当前贵宾有效期截止月的前1个月起的前连续12个整月。 | 终身白金卡升级后为长期有效，无保级，不降级 | 终身白金卡升级后为长期有效，无保级，不降级 |
| 保级有效期   | 保级有效期                    | 自当前贵宾有效期截止月次月起，至之后第12个月月底有效。 | 自当前贵宾有效期截止月次月起，至之后第12个月月底有效。 | 自当前贵宾有效期截止月次月起，至之后第12个月月底有效。 | 终身白金卡升级后为长期有效，无保级，不降级 | 终身白金卡升级后为长期有效，无保级，不降级 |
| 星空联盟等级 | 星空联盟等级                  | 星空联盟银卡会员 | 星空联盟金卡会员 | 星空联盟金卡会员 | 星空联盟金卡会员 | 星空联盟金卡会员 |
| 权益         | 值机柜台                      | 公务舱柜台或贵宾会员专设柜台。 机场未设置公务舱柜台时，可在经济舱柜台办理乘机登记手续。 | 公务舱柜台或贵宾会员专设柜台。 机场未设置公务舱柜台时，可在头等舱柜台办理乘机登记手续。                                                                                           | 头等舱柜台或贵宾会员专设柜台。 机场未设置头等舱柜台时，可在公务舱柜台办理乘机登记手续。                                                                                           | 头等舱柜台或贵宾会员专设柜台。 机场未设置头等舱柜台时，可在公务舱柜台办理乘机登记手续。                                                                                           | 头等舱柜台或贵宾会员专设柜台。 机场未设置头等舱柜台时，可在公务舱柜台办理乘机登记手续。                                                                                           |
| 权益         | 额外里程                      | 25% | 30% | 50% | 50% | 50% |
| 权益         | 额外免费行李                  | 计重制20公斤或计件制1件 | 计重制20公斤或计件制1件 | 计重制30公斤或计件制1件 | 计重制30公斤或计件制1件 | 计重制30公斤或计件制1件 |
| 权益         | 航班不正常                    | 公务舱旅客的住宿待遇 | 公务舱旅客待遇 | 头等舱旅客待遇 | 头等舱旅客待遇 | 头等舱旅客待遇 |
| 权益         | 优先保证付费客票座位          | 无 | 起飞前72小时 | 起飞前48小时 | 起飞前48小时 | 起飞前48小时 |
| 权益         | 优先登机                      | 无 | 在条件允许的情况下可提供该服务。 | 在条件允许的情况下可提供该服务。 | 在条件允许的情况下可提供该服务。 | 在条件允许的情况下可提供该服务。 |
| 权益         | 优先提取行李                  | 无 | 在条件允许的情况下可提供该服务。 | 在条件允许的情况下可提供该服务。 | 在条件允许的情况下可提供该服务。 | 在条件允许的情况下可提供该服务。 |
| 权益         | 优先购票和机场候补            | 同时候补同等舱位付费客票，级别候补顺序为终白、白金、金、银；同级别会员候补相同舱位时，按提出需求时间顺序候补。澳门航只提供优先机场候补服务。 | 同时候补同等舱位付费客票，级别候补顺序为终白、白金、金、银；同级别会员候补相同舱位时，按提出需求时间顺序候补。澳门航只提供优先机场候补服务。                                      | 同时候补同等舱位付费客票，级别候补顺序为终白、白金、金、银；同级别会员候补相同舱位时，按提出需求时间顺序候补。澳门航只提供优先机场候补服务。                                      | 同时候补同等舱位付费客票，级别候补顺序为终白、白金、金、银；同级别会员候补相同舱位时，按提出需求时间顺序候补。澳门航只提供优先机场候补服务。                                      | 同时候补同等舱位付费客票，级别候补顺序为终白、白金、金、银；同级别会员候补相同舱位时，按提出需求时间顺序候补。澳门航只提供优先机场候补服务。                                      |
| 权益         | 优先保证奖励客票/奖励升舱座位 | 在航班条件允许的情况下，银卡会员本人可向实际承运人为国航和山航的会员服务中心提出奖励客票和奖励升舱的座位申请。 国航国内、日韩、港澳台、东南亚、中东和南亚航线，以及山航航班可在航班起飞前48小时内申请。 国航的欧洲、北美、澳大利亚和非洲航线，可在航班起飞前72小时内申请。 本服务不适用于其他国航系航空公司。 | 如遇特殊日期旅行，终身白金卡、白金卡和金卡会员本人申请O/I/X舱兑换奖励客票或奖励升舱。 由于座位资源有限，请会员尽早致电专线提出座位申请，以便优先保证兑换。 本服务不适用于澳门航。 | 如遇特殊日期旅行，终身白金卡、白金卡和金卡会员本人申请O/I/X舱兑换奖励客票或奖励升舱。 由于座位资源有限，请会员尽早致电专线提出座位申请，以便优先保证兑换。 本服务不适用于澳门航。 | 如遇特殊日期旅行，终身白金卡、白金卡和金卡会员本人申请O/I/X舱兑换奖励客票或奖励升舱。 由于座位资源有限，请会员尽早致电专线提出座位申请，以便优先保证兑换。 本服务不适用于澳门航。 | 如遇特殊日期旅行，终身白金卡、白金卡和金卡会员本人申请O/I/X舱兑换奖励客票或奖励升舱。 由于座位资源有限，请会员尽早致电专线提出座位申请，以便优先保证兑换。 本服务不适用于澳门航。 |
| 权益         | 国航自营出港休息室            | 国内休息室消费3000公里里程（包括国际航班国内段）。 国际休息室消费5000公里里程。 仅限会员本人，不包括澳门航空。 | 可邀请1名随员共同进入休息室 | 可邀请1名随员共同进入休息室 | 可邀请1名随员共同进入休息室 | 可邀请1名随员共同进入休息室 |